# The Concert in Central Park

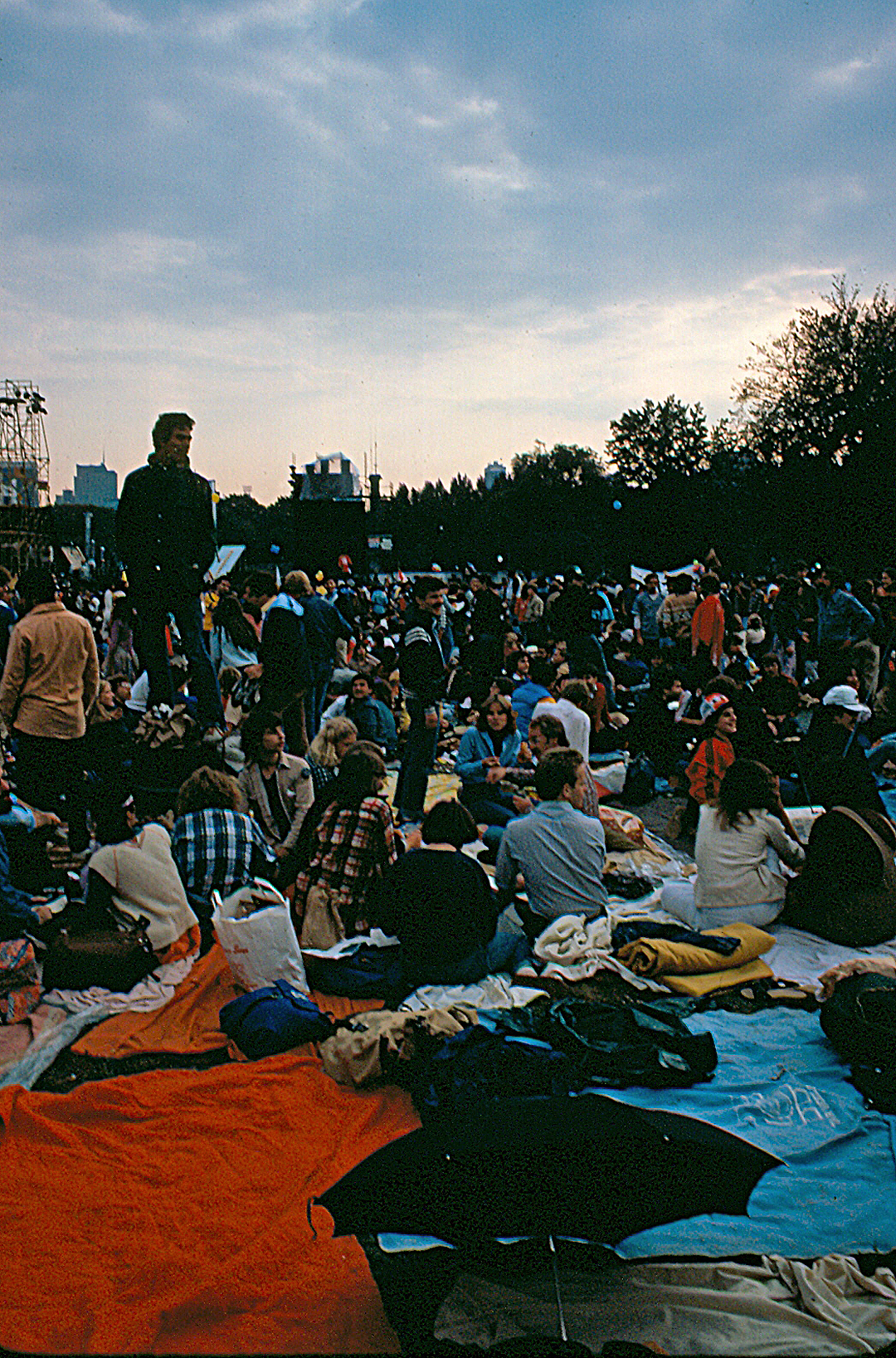
Le public attendant le début du concert sur le Great Lawn.

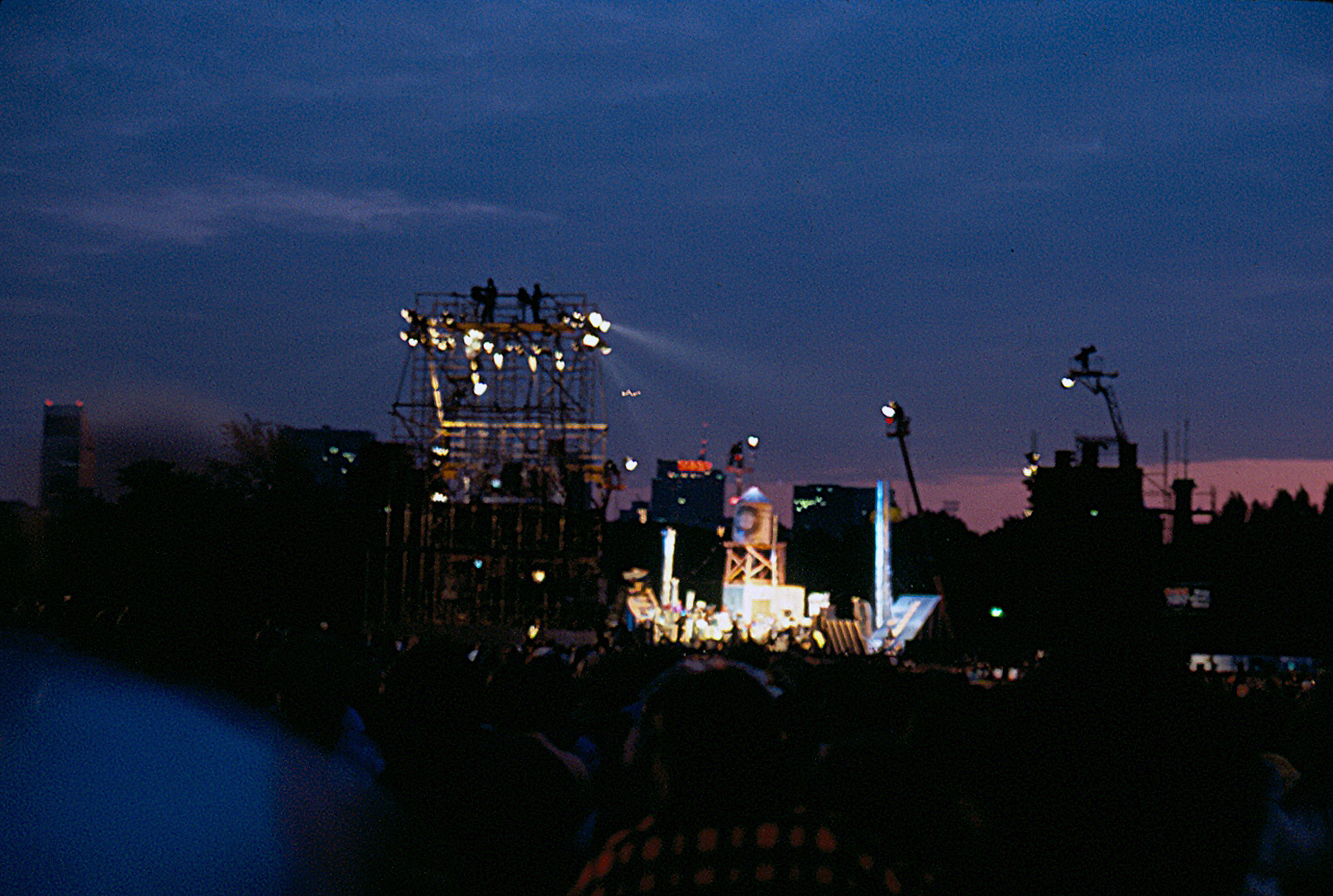
Vue de la scène dans le public.

Albums de Simon et Garfunkel
Simon and Garfunkel's Greatest Hits
(1972) Old Friends
(1997)
The Concert in Central Park est un album live du duo américain de folk rock Simon and Garfunkel, enregistré au cours du concert gratuit donné sur le Great Lawn de Central Park à New York le 19 septembre 1981.

## Historique
Ce spectacle à ciel ouvert du duo de musiciens new-yorkais a réuni plus de 500 000 personnes, alors que les responsables du parc en prévoyaient un peu plus de 300 000. Ces chiffres en font l'un des plus grands concerts de l'histoire de la musique. C'est le maire de New York Ed Koch qui présente le duo à la foule.
La chanson The Boxer est entendue ici avec un couplet supplémentaire. La chanson The Late Great Johnny Ace (en), sur laquelle la mort de John Lennon est évoquée, assassiné l'année précédente à quelques pas de là. Durant cette prestation, un spectateur réussit à l'approcher sur scène, ce qui surprend et secoue Simon mais celui-ci continue de jouer sans erreur. Cette chanson et la reprise de Late in the Evening (en), en clôture du concert, ne seront pas incluses dans le disque mais peuvent être vues dans la vidéo du concert. Cet album obtiendra plusieurs récompenses, notamment un disque de diamant en France pour plus d'un million d'exemplaires vendus.

## Origine
Central Park, le plus grand parc de New York qui est perçu comme le « poumon vert » de la ville, est dans un état de détérioration avancé au milieu des années 1970,. Bien que ce parc boisé de 3,41 km2 ait été désigné monument historique national en 1962, la ville, au début des années 1980, manque de ressources financières et ne dispose pas des 3 000 000 $ US estimés nécessaires pour le restaurer ou même l'entretenir. L'organisation à but non lucratif Central Park Conservancy est fondée en 1980 et lance avec succès une collecte de fonds pour sa rénovation. 
Au début des années 1980, le commissaire aux parcs Gordon Davis (en), responsable des espaces verts de New York, et Ron Delsener, l'un des plus grands organisateurs de concerts de la ville, avec les conseils juridiques de l'avocat Bob Donnelly, réfléchissent à l'idée d’un concert gratuit en plein air pour financer la restauration de Central Park, grâce aux recettes du merchandising, de la télévision et des droits vidéo. Des précédents avec Elton John et James Taylor avaient montré que ce concept pouvait être un succès. Davis autorise le projet et Delsener entame des discussions avec la chaîne de télévision par câble HBO pour décider qui faire intervenir. 
Le choix se porte sur Simon and Garfunkel, duo formé à New York dans les années 1960, et qui avait été l'un des groupes de folk rock les plus influents de la fin des années 60 et du début des années 70. Simon et Garfunkel s’étaient séparés au sommet de leur popularité peu de temps après la sortie de leur cinquième album studio, Bridge over Troubled Water, considéré comme étant l'apogée artistique de leur carrière,. Au cours des onze années suivantes, les deux artistes, qui ne s’entendaient plus bien, avaient poursuivi leur carrière musicale en solo, ne collaborant plus que très occasionnellement. Garfunkel avait tout de même fait quelques brèves apparitions aux concerts de Simon, qui avaient à chaque fois été couronnées de succès. 
Delsener présente le projet à Paul Simon à l'été 1981. Simon est enthousiasmé par l'idée, mais se demande si cela peut être un succès financier, surtout compte tenu de la faible fréquentation du public sur son dernier projet, le film autobiographique One-Trick Pony. Paul Simon a perdu de sa confiance en lui et a cherché un traitement contre la dépression. Il se demande si lui et Art Garfunkel peuvent encore travailler ensemble. Il contacte Garfunkel, qui est alors en vacances en Suisse et celui-ci aime l'idée et rentre immédiatement aux États-Unis.
Pour le promoteur, Simon and Garfunkel est un choix idéal. Non seulement le duo est susceptible d'attirer une grande foule au concert, mais il a aussi des racines dans la ville ; tous deux y ont grandi et ont fréquenté l'école à Forest Hills, dans le Queens. Le critique musical Stephen Holden souligne que, contrairement aux artistes qui sont partis à la poursuite de styles de vie offerts par d'autres lieux, les deux avaient toujours choisis de rester à New York. Tous deux se sont inspirés du paysage urbain et de la vie multiculturelle de la ville et ont abordé les influences de leur ville dans leurs chansons.

## Film
Réalisé par Michael Lindsay-Hogg et produit par James Signorelli sous l'égide de Lorne Michaels, le film du concert a été diffusé dans son intégralité à la télévision américaine sur HBO le 21 février 1982 et à la télé française sur Antenne 2 le 25 mars de la même année dans le cadre d'une émission spéciale des Enfants du rock. 
Ce film est aujourd'hui disponible en format DVD.

## Retombées du concert
Le concert, qui a couté environ 100 000 dollars en frais d'organisation, génère 3 millions de droits télévisuels et rapporte 51 000 dollars à la ville de New York pour la réfection du parc.  Sur le plan personnel, Art Garfunkel se dit déçu de sa prestation vocale, tandis que Paul Simon indique n'avoir pas pris tout de suite la mesure de l'importance du concert, et ne l'avoir réalisé qu'une fois rentré chez lui, en regardant les nombreux journaux d'informations télévisés en faisant état.
Simon et Garfunkel, qui étaient donc jusque là séparés, reprendront la scène sporadiquement dans les années suivantes mais les dissentions toujours présentes empêcheront toute sortie d'un nouvel album studio. Paul Simon donne un autre concert gratuit à Central Park le 15 août 1991 mais il rejette l'offre de Garfunkel d'y participer.

## Liste des plages
Toutes les chansons sont écrites par Paul Simon sauf indication contraire. Une chanson suivie du symbole « ₴ » est tirée de son répertoire solo et celle suivie de « ₰ », celui de Garfunkel. L'astérisque dénote une chanson écartée de l'album.
Face 1
| No | Titre                                                          | Auteur       | Durée |
| -- | -------------------------------------------------------------- | ------------ | ----- |
| 1. | Mrs. Robinson                                                  |              | 3:52  |
| 2. | Homeward Bound                                                 |              | 4:22  |
| 3. | America                                                        |              | 4:47  |
| 4. | Me and Julio Down by the Schoolyard ₴                          |              | 3:22  |
| 5. | Scarborough Fair (arrangements de Paul Simon et Art Garfunkel) | Traditionnel | 3:52  |

Face 2
| No  | Titre                               | Auteur                          | Durée |
| --- | ----------------------------------- | ------------------------------- | ----- |
| 6.  | April Come She Will                 |                                 | 2:37  |
| 7.  | Wake Up Little Susie                | Felice Bryant, Boudleaux Bryant | 2:19  |
| 8.  | Still Crazy After All These Years ₴ |                                 | 4:04  |
| 9.  | American Tune ₴                     |                                 | 4:33  |
| 10. | Late in the Evening ₴               |                                 | 4:09  |

Face 3
| No  | Titre                      | Auteur                                            | Durée |
| --- | -------------------------- | ------------------------------------------------- | ----- |
| 11. | Slip Slidin' Away ₴        |                                                   | 4:54  |
| 12. | A Heart in New York ₰      | Benny Gallagher, Graham Lyle                      | 2:49  |
| 13. | Kodachrome ₴ / Maybellene  | Paul Simon / Chuck Berry, Russ Fratto, Alan Freed | 5:51  |
| 14. | Bridge over Troubled Water |                                                   | 4:48  |

Face 4
| No  | Titre                                        | Auteur | Durée |
| --- | -------------------------------------------- | ------ | ----- |
| 15. | Fifty Ways to Leave Your Lover ₴             |        | 4:23  |
| 16. | The Boxer                                    |        | 6:02  |
| 17. | Old Friends                                  |        | 2:57  |
| 18. | The 59th Street Bridge Song (Feelin' Groovy) |        | 2:01  |
| 19. | The Sound of Silence                         |        | 4:13  |

| 1.  | Mrs. Robinson                                |                                                           |  |
| 2.  | Homeward Bound                               |                                                           |  |
| 3.  | America                                      |                                                           |  |
| 4.  | Me and Julio Down by the Schoolyard ₴        |                                                           |  |
| 5.  | Scarborough Fair                             | Traditionnel, arrangements de Paul Simon et Art Garfunkel |  |
| 6.  | April Come She Will                          |                                                           |  |
| 7.  | Wake Up Little Susie                         | Felice and Boudleaux Bryant                               |  |
| 8.  | Still Crazy After All These Years ₴          |                                                           |  |
| 9.  | American Tune ₴                              |                                                           |  |
| 10. | Late in the Evening ₴                        |                                                           |  |
| 11. | Slip Slidin' Away ₴                          |                                                           |  |
| 12. | A Heart in New York ₰                        | Benny Gallagher, Graham Lyle                              |  |
| 13. | *The Late Great Johnny Ace ₴                 |                                                           |  |
| 14. | Kodachrome ₴ / Maybellene                    | Paul Simon / Chuck Berry, Russ Fratto, Alan Freed         |  |
| 15. | Bridge Over Troubled Water                   |                                                           |  |
| 16. | Fifty Ways to Leave Your Lover ₴             |                                                           |  |
| 17. | The Boxer                                    |                                                           |  |
| 18. | Old Friends                                  |                                                           |  |
| 19. | Bookends                                     |                                                           |  |
| 20. | The 59th Street Bridge Song (Feelin' Groovy) |                                                           |  |
| 21. | The Sounds of Silence                        |                                                           |  |
| 22. | *Late in the Evening ₴ (reprise)             |                                                           |  |

## Équipe artistique
- Paul Simon – guitare, triangle, chant
- Art Garfunkel – chant
- David Brown – guitare
- Pete Carr – guitare
- Anthony Jackson – basse
- Richard Tee – claviers, piano
- Steve Gadd – batterie
- Grady Tate – percussions
- Rob Mounsey – synthétiseur
- John Gatchell – trompette
- John Eckert – trompette
- Dave Tofani – saxophone
- Gerry Niewood – saxophone

## Charts & certifications

### Album
Charts
| Pays             | Durée du classement | Meilleur classement | Date              |
| ---------------- | ------------------- | ------------------- | ----------------- |
| Allemagne        | 52 semaines         | 3e                  | 2 août 1982       |
| Australie        | 16 semaines         | 9e                  | 26 avril 1982     |
| Autriche         | 30 semaines         | 5e                  | 1er août 1982     |
| Belgique (W)     | 1 semaine           | 199e                | 19 septembre 2021 |
| Canada           | 9 semaines          | 9e                  | 10 avril 1982     |
| États-Unis       | 34 semaines         | 6e                  | 17 avril 1982     |
| France           | 45 semaines         | 1er                 | 1982              |
| Italie           | —                   | 5e                  | 1982              |
| Norvège          | 40 semaines         | 1er                 | 21 mars 1982      |
| Nouvelle-Zélande | 26 semaines         | 1er                 | 27 février 1982   |
| Pays-Bas         | 84 semaines         | 1er                 | 10 avril 1982     |
| Portugal         | 1 semaine           | 39e                 | 10 mai 2021       |
| Royaume-Uni      | 43 semaines         | 6e                  | 24 juillet 1982   |
| Suède            | 18 semaines         | 5e                  | 29 juin 1982      |

Certifications
| Pays             | Ventes      | Certification | Date              |
| ---------------- | ----------- | ------------- | ----------------- |
| Allemagne        | 250 000+    | Or            | 1982              |
| Autriche         | 15 000++    | Platine       | 22 février 1991   |
| Canada           | 50 000 +    | Or            | 1er décembre 1982 |
| États-Unis       | 2 000 000 + | 2 × Platine   | 1er mai 1996      |
| France           | 1 000 000+  | Diamant       | 19 avril 1995     |
| Italie           | 50 000 +    | Platine       | 2023              |
| Nouvelle-Zélande | 15 000 +    | Platine       | 13 février 1983   |
| Pays-Bas         | 50 000 +    | Or            | 1988              |
| Royaume-Uni      | 100 000 +   | Or            | 22 juin 1982      |
| Suisse           | 100 000 +   | 2 × Platine   | 1989              |